# 設営
| ウィキペディアには「設営」という見出しの百科事典記事はありません（タイトルに「設営」を含むページの一覧/「設営」で始まるページの一覧）。 代わりにウィクショナリーのページ「設営」が役に立つかもしれません。 |